# Ahmed El-Gendy
Ahmed El-Gendy (n. 1 martie 2000, Cairo, Egipt) este un sportiv ce a reprezentat Egipt, medaliat olimpic. A participat la o ediție a Jocurilor Olimpice (2020) în care a câștigat două medalii de aur și o medalie de argint.